# Розовохвостый азиатский трогон
Розовохвостый азиатский трого́н (лат. Harpactes wardi) — птица из семейства трогоновых.

## Внешний вид
Верхняя часть тела бордовая. Крылья чёрные, длиной 140—156 мм. Хвост бордовый, по краям розовый, длина 154—192 мм. Брюшко, горло и голова бордовые. Клюв короткий, розовый. Общая длина тела 34 см.

## Ареал
Встречается от Северо-Восточной Индии и центральной части Непала до Южного Китая.

## Образ жизни
Питается преимущественно насекомыми и их личинками. Также кормятся листьями и фруктами, зелеными прямокрылыми, палочниками, цикадами, многоножками, мухами, мокрицами и молью.

## Размножение
В Северной Индии яйца откладываются в период с середины апреля до середины июля, с пиком в мае и июне. В Китае яйцекладка происходит в апреле. Гнездятся, как правило, в естественных полостях деревьев, от 1,5 до 5 м над землей. Входное отверстие, обычно, широкое. Яйца круглые, глянцевые, кремового цвета.